# Tenchi muyō! GXP
Tenchi muyō! GXP (天地無用!GXP?), è un anime giapponese, spin-off di Chi ha bisogno di Tenchi?.
Trasmesso in Giappone nel 2002 (e inedito in Italia), Tenchi muyō! GXP, riprende la storia originale dei primi OAV. Tuttavia i personaggi di questa serie televisiva di 26 episodi, differiscono da tutte le altre incarnazioni di "Chi ha bisogno di Tenchi?", ed il protagonista è il giovane Seina Yamada, giovane cadetto della polizia intergalattica, caratterialmente molto simile a Tenchi Masaki.
Regista della serie è Shinichi Watanabe, che in precedenza aveva lavorato a Excel Saga.

## Trama
Seina Yamada è un ragazzo terribilmente sfortunato. Al punto che mentre sta cercando il suo senpai Tenchi Masaki, si imbatte in un reclutatore, e per una serie di equivoci in men che non si dice Seina si trova arruolato nella polizia intergalattica. Tuttavia la sua fortuna sembra stia per cambiare. A bordo viene assegnato a quattro bellissime donne: Kanak, ex modella diventata ufficiale della polizia intergalattica, Kiriko, amica di infanzia di Seina, la misteriosa Ryoko, ex criminale che prende il suo nome dal quello di un leggendario pirata, e l'infantile Neiju, dotata di poteri sovrannaturali. Più che concentrarsi sulla sua missione da agente intergalattico, Seina sarà costretto a fare i conti con le personalità strebordanti delle quattro donne e con la loro straordinaria bellezza.

## Episodi
| Nº | Titolo inglese Giapponese 「Kanji」 - Rōmaji                                      | In onda           | In onda |
| Nº | Titolo inglese Giapponese 「Kanji」 - Rōmaji                                      | Giapponese        |         |
| 1  | Seize the Day 「雨のち霧、時々不幸」 - ame nochi kiri, tokidoki fukō              | 2 aprile 2002     |         |
| 2  | Invasion 「警察と海賊」 - keisatsu to kaizoku                                     | 9 aprile 2002     |         |
| 3  | The Devil Princess of Jurai 「樹雷の鬼姫」 - jyurai no oni hime                   | 16 aprile 2002    |         |
| 4  | True Love, Truly Painful 「霧の紛れ、遣らずの雨」 - kiri no magire, yara zuno ame | 23 aprile 2002    |         |
| 5  | Seeing Is Believing 「暗闇と甘い罠」 - kurayami to amai wana                      | 30 aprile 2002    |         |
| 6  | First Tests 「GPアカデミー入学」 - gp akademi nyūgaku                             | 7 maggio 2002     |         |
| 7  | Moving In 「同居ってことで」 - dōkyo ttekotode                                    | 14 maggio 2002    |         |
| 8  | Meet the Parents 「雑居時代」 - zakkyo jidai                                      | 21 maggio 2002    |         |
| 9  | A Stormy Voyage 「波乱の宇宙研修航海」 - haran no uchūkensyū kōkai                | 28 maggio 2002    |         |
| 10 | Baptism 「洗礼」 - senrei                                                         | 4 giugno 2002     |         |
| 11 | First Paychecks 「初任給とプレゼント」 - shoninkyū to purezento                   | 11 giugno 2002    |         |
| 12 | The Vengeful and the Wounded 「守蛇怪大破」 - kamidake taiha                      | 18 giugno 2002    |         |
| 13 | Old Reveals and New Deals 「樹雷にて」 - jyurai nite                              | 25 giugno 2002    |         |
| 14 | Neju Who? 「小さな強敵現る！」 - chiisa na kyōteki arawaru!                       | 2 luglio 2002     |         |
| 15 | Runaway Fuku 「福ちゃんの家出」 - fuku channo iede                                | 9 luglio 2002     |         |
| 16 | Homecoming 「帰省」 - kisei                                                       | 16 luglio 2002    |         |
| 17 | Getting Reaquainted 「西南と天地」 - seinan to tenchi                             | 23 luglio 2002    |         |
| 18 | The Prince of Fortune 「幸運を掴む人々」 - kōun wo tsukamu hitobito               | 30 luglio 2002    |         |
| 19 | Seiryo Attacks 「ショー」 - shō                                                   | 6 agosto 2002     |         |
| 20 | Beware the Unko! 「運を呼ぶ船」 - un wo yobu fune                                 | 13 agosto 2002    |         |
| 21 | Reckoning 「起・承・結」 - ki. shō. ketsu                                         | 20 agosto 2002    |         |
| 22 | Duel 「運対不運の決闘」 - un tai fūn no kettō                                     | 27 agosto 2002    |         |
| 23 | Pursuit 「追跡」 - tsuiseki                                                       | 3 settembre 2002  |         |
| 24 | Parallel 「ぱられ・ル……!?」 - parare. ru......!?                                  | 10 settembre 2002 |         |
| 25 | Graduation 「卒業」 - sotsugyō                                                    | 17 settembre 2002 |         |
| 26 | Final Engagement 「月の契り」 - tsuki no chigiri                                  | 24 settembre 2002 |         |

## Doppiaggio
| Personaggio             | Doppiatore giapponese | Doppiatore inglese          |
| ----------------------- | --------------------- | --------------------------- |
| Seina Yamada            | Shigeru Mogi          | Tony Oliver                 |
| Ryoko Balta             | Aya Hisakawa          | Barbara Goodson             |
| Kiriko Masaki           | Kumi Sakuma           | Wendee Lee                  |
| Amane Kaunaq            | Mariko Suzuki         | Annie Pastrano              |
| Fake Amane              | Mariko Suzuki         | Annie Pastrano              |
| Seiryo Tennan           | Mitsuaki Madono       | Ron Allen                   |
| Neju Na Melmas          | Nana Mizuki           | Marie Danielle              |
| Elma                    | Niina Kumagaya        | Reba West                   |
| Ayeka Masaki Jurai      | Yumi Takada           | Reba West                   |
| Gyokuren                | Nao Takamori          | Reba West                   |
| Mihoshi Kuramitsu       | Yūko Mizutani         | Reba West                   |
| Mitoto Kuramitsu        | Yūko Mizutani         | Renee Emerson               |
| Nabiko                  | Yūko Mizutani         | Marie Danielle              |
| Airi Masaki             | Sakiko Ikeda          | Renee Emerson               |
| NB                      | Shinichi Watanabe     | John Smallberries           |
| Fuku                    | Tomoko Kaneda         | Deanna Morris               |
| Da Ruma                 | Toshihiko Nakajima    | Mel Dasher                  |
| Seto Kamiki Jurai       | Yukari Nozawa         | Melora Harte                |
| Tarant Shank            | Yuki Matsuda          | Kim Strauss                 |
| Ryoko                   | Ai Orikasa            |                             |
| Azusa Masaki Jurai      | Akio Ōtsuka           | Dave Mallow                 |
| Kanemitsu Hirata        | Juurota Kosugi        | Dave Mallow                 |
| Misao Kuramitsu         | Hikaru Midorikawa     | Dave Mallow                 |
| Ricercatore femminile D | Asako Shirakura       |                             |
| Suiren                  | Asako Shirakura       | Mona Marshall               |
| Noike Kamiki Jurai      | Naomi Shindoh         | Mona Marshall               |
| Ryo-Ohki                | Etsuko Kozakura       | Mona Marshall               |
| Wau Boy                 | Aya Hisakawa          | Mona Marshall               |
| Ryoko Hakubi            |                       | Mona Marshall               |
| Sasami Masaki Jurai     | Chisa Yokoyama        | Renee Emerson               |
| Karen                   | Shiho Kawaragi        | Renee Emerson               |
| Mashisu Kuramitsu       | Keiko Onodera         | Renee Emerson               |
| Minaho Masaki           | Yuko Nagashima        | Renee Emerson               |
| Mrs. Kaunaq             | Kei Hayami            | Renee Emerson               |
| Yoshiko Yamada          | Mamiko Noto           | Renee Emerson               |
| Minami Kuramitsu        | Fumio Matsuoka        | Michael McConnohie          |
| Mr. Kaunaq              | Kazuhiro Nakata       | Michael McConnohie          |
| Wau Shaman              | Toshihiko Nakajima    | Michael McConnohie          |
| Aliens Comedians        | Hisayoshi Suganuma    |                             |
| Kai Masaki              | Hisayoshi Suganuma    | Angus MacDonald             |
| Operatore A             | Hisayoshi Suganuma    |                             |
| Ryoko's Crew A          | Hisayoshi Suganuma    |                             |
| Ryoko's Operator        | Hisayoshi Suganuma    |                             |
| Mikami Kuramitsu        | Ikuko Sugita          | Sonja S. Fox                |
| Alan                    | Jun Fukuyama          | Marvin Lee                  |
| Student B               | Jun Fukuyama          |                             |
| Kashimura               | Katashi Ishizuka      |                             |
| Padre di Seina          | Katsumi Suzuki        |                             |
| Madre di Seina          | Keiko Onodera         |                             |
| Balta                   | Kenichi Ono           | Steve Kramer                |
| Captain                 | Kenichi Sakaguchi     |                             |
| Da Ruma Leader A        | Kenichi Sakaguchi     |                             |
| GP Guide                | Kenichi Sakaguchi     | James Lyon                  |
| Pirate                  | Kenichi Sakaguchi     |                             |
| Soldato                 | Kenichi Sakaguchi     |                             |
| Kenneth Barl            | Kenji Nojima          | Steve Cannon                |
| Pirate Captain          | Kenji Nomura          |                             |
| Barry                   | Kouichi Nagano        | Ron Allen                   |
| Tarant Aide             | Kouichi Nagano        |                             |
| Clerk                   | Mamiko Noto           |                             |
| Jun                     | Mamiko Noto           | Jessica Gee                 |
| Receptionist            | Mamiko Noto           |                             |
| Tenchi Masaki           | Masami Kikuchi        | Chris Kent                  |
| GP Captain              | Masashi Hirose        |                             |
| Utsusumi Kamiki         | Masashi Hirose        | Richard George              |
| Mr. Tennan              |                       | Richard George              |
| Mikagami Operator A     | Nao Takamori          |                             |
| Funaho Masaki Jurai     | Rei Sakuma            |                             |
| Kyo Komachi             | Romi Park             | Jessica Gee                 |
| Washu Hakubi            | Yūko Kobayashi        | Jessica Gee                 |
| Female Student B        | Sayuri Kubo           |                             |
| Clerk B                 | Shiho Kawaragi        |                             |
| Female Researcher B     | Shiho Kawaragi        |                             |
| Studentessa A           | Shiho Kawaragi        |                             |
| Gaizu Subordinate       | Susumu Chiba          |                             |
| Rajau Ga Waura          | Susumu Chiba          | Raphael Antonio Tony Oliver |
| Crew A                  | Takehiro Murozono     |                             |
| Da Ruma Leader C        | Takehiro Murozono     |                             |
| Gaizu Captain           | Takehiro Murozono     |                             |
| GP Istruttore B         | Takehiro Murozono     |                             |
| GP Operatore A          | Takehiro Murozono     |                             |
| Kazuki Yotsuga          | Takehiro Murozono     |                             |
| Operatore D             | Takehiro Murozono     |                             |
| Pirata A                | Takehiro Murozono     |                             |
| Pirate Captain          | Takehiro Murozono     |                             |
| Ryoko's Crew B          | Takehiro Murozono     |                             |
| Staff                   | Takehiro Murozono     |                             |
| Yosho Masaki Jurai      | Takehito Koyasu       |                             |
| Da Ruma Aide            | Toshitaka Shimizu     |                             |
| GP Instructor A         | Toshitaka Shimizu     |                             |
| Pirate Head             | Toshitaka Shimizu     |                             |
| Ryoko's Lieutenant      | Toshitaka Shimizu     |                             |
| Tarant Subordinate      | Toshitaka Shimizu     |                             |
| Taguchi                 | Yasuhiro Fujiwara     |                             |
| Misaki Masaki Jurai     | Sakakibara Yoshiko    |                             |
| Female Guest            | Yuko Nagashima        |                             |
| Naoko                   | Yuko Nagashima        |                             |
| Vega                    | Yuko Nagashima        | Wendee Lee                  |
| Hakuren                 | Yumiko Kajihara       | Julie Maddalena             |
| Pretty Girl A           | Yumiko Kajihara       |                             |
| Cohen                   | Yusuke Numata         | Dan Egrol                   |
| Male Guest              | Yusuke Numata         |                             |
| Technician              | Yusuke Numata         |                             |

## Colonna sonora
Sigla di apertura
- Mayonaka no taiyō ("Il sole a mezzanotte"), cantata da Kayoko Kuroda.

Sigla di chiusura
- Anata ga saitei... ("Tu sei il peggiore..."), cantata da GXPrincess.

## Riferimenti ad altre opere
Tenchi muyō GXP! contiene diversi riferimenti ai lavori precedenti di Masaki Kajishima:
- Il protagonista du Dual! Parallel Trouble Adventure, Kazuki Yotsuga ha lo stesso nome del bisnonno di Tenchi.
- I mecha che compaiono verso la fine della serie sono molto simili a quelli di Zinv in Dual!'.
- Nell'episodio 20, Neiju commenta che le formiche giganti che hanno catturato le ragazze su Jurai potrebbero essere "bugrom" (un riferimento a El Hazard)